# Saint-Marcel-du-Périgord
Saint-Marcel-du-Périgord ist eine französische Gemeinde mit 138 Einwohnern (Stand 1. Januar 2022) im Département Dordogne in der Region Nouvelle-Aquitaine (vor 2016: Aquitanien). Die Gemeinde gehört zum Arrondissement Bergerac und zum Kanton Lalinde.
Der Name in der okzitanischen Sprache lautet Sent Marcèl de Perigòrd und leitet sich vom heiligen Marcellus I., Bischof von Rom, ab.
Die Einwohner werden Saint-Marcelois und Saint-Marceloises genannt.

## Geographie
Saint-Marcel-du-Périgord liegt ca. 20 km nordöstlich von Bergerac im Gebiet Bergeracois der historischen Provinz Périgord.
Umgeben wird Saint-Marcel-du-Périgord von den sechs Nachbargemeinden:
|                          | Val de Louyre et Caudeau                    |                      |
| Saint-Félix-de-Villadeix | Kompassrose, die auf Nachbargemeinden zeigt | Sainte-Foy-de-Longas |
| Liorac-sur-Louyre        | Cause-de-Clérans Pressignac-Vicq            |                      |

Saint-Marcel-du-Périgord liegt im Einzugsgebiet des Flusses Dordogne. Der Louyre, ein Nebenfluss des Caudeau, durchquert das Gebiet der Gemeinde zusammen mit seinen Nebenflüssen, dem Ruisseau de Barbeyrol und der Sérouze.

## Einwohnerentwicklung

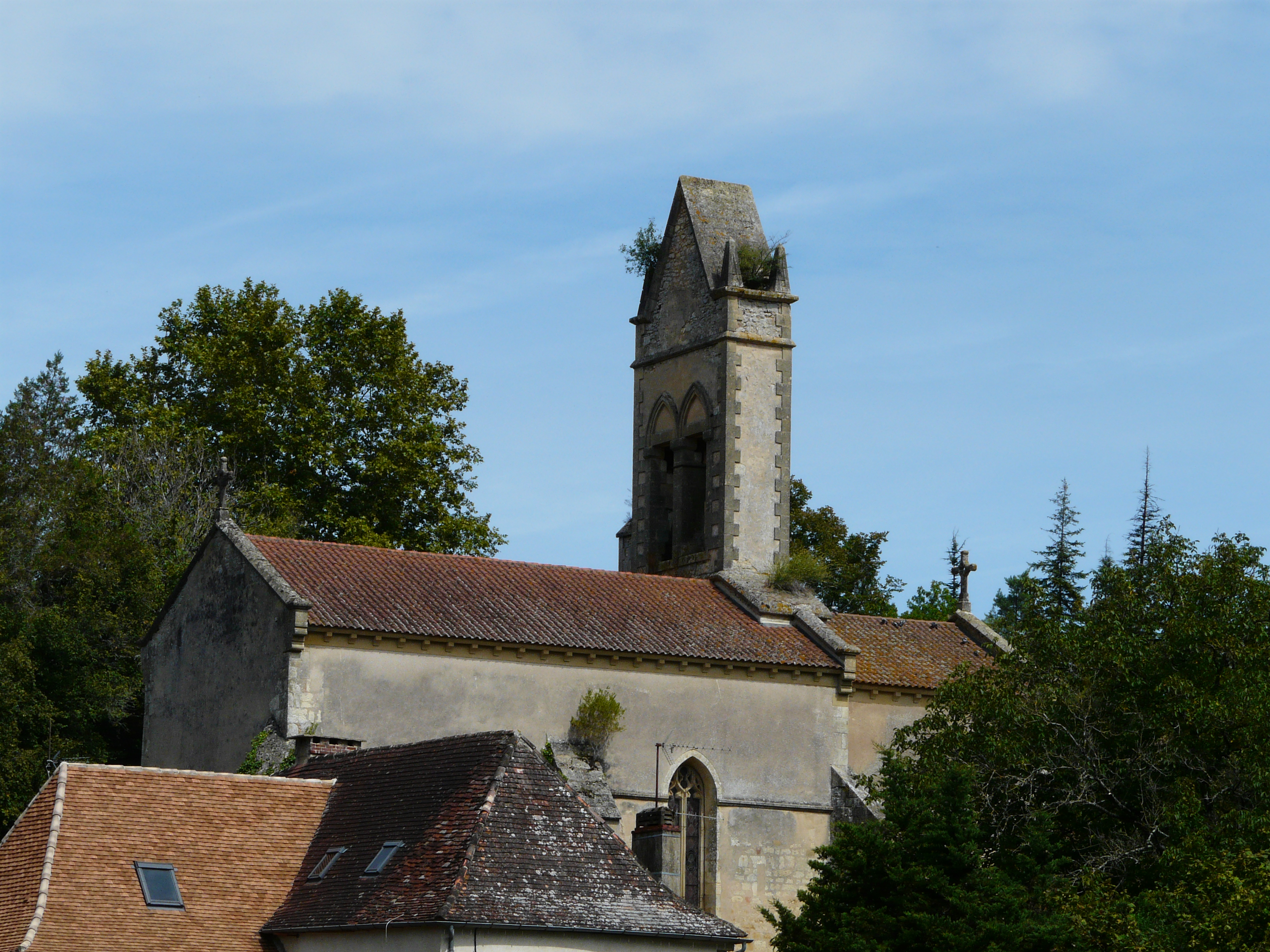
Pfarrkirche Saint-Marcel

Nach Beginn der Aufzeichnungen stieg die Einwohnerzahl in der ersten Hälfte des 19. Jahrhunderts auf einen Höchststand von rund 570. In der Folgezeit setzte eine Phase der Stagnation bis zu den 1980er Jahren ein, die die Zahl der Einwohner bei kurzen Erholungsphasen auf rund 125 Einwohner sinken ließ. Seitdem konnte sich die Größe der Gemeinde auf ein Niveau von rund 145 Einwohnern stabilisieren.
| Jahr      | 1962 | 1968 | 1975 | 1982 | 1990 | 1999 | 2006 | 2011 | 2022 |
| --------- | ---- | ---- | ---- | ---- | ---- | ---- | ---- | ---- | ---- |
| Einwohner | 189  | 153  | 134  | 123  | 140  | 141  | 140  | 157  | 138  |

## Sehenswürdigkeiten
- Pfarrkirche Saint-Marcel romanischen Ursprungs aus dem 13. Jahrhundert
- Schloss Loybesse aus dem 17. Jahrhundert

## Wirtschaft und Infrastruktur
Saint-Marcel-du-Périgord liegt in einem fruchtbaren Gebiet. Die Landwirtschaft hat ihren Schwerpunkt auf Mischkultur und Viehzucht. Wichtige Wirtschaftsfaktoren sind jedoch Handel und Dienstleistungen.

### Verkehr
Saint-Marcel-du-Périgord ist erreichbar über die Route départementale 32.

## Persönlichkeiten
- Kim Wilde, geboren am 18. November 1960 in Chiswick, West-London, ist eine britische Popsängerin. Ihre Familie besitzt seit 2009 ein Wohnhaus in Saint-Marcel-du-Périgord.[8]